# Per (filme)
Per é um filme de drama dinamarquês de 1975 dirigido e escrito por Hans Kristensen. Foi selecionado como representante da Dinamarca à edição do Oscar 1976, organizada pela Academia de Artes e Ciências Cinematográficas.

## Elenco
- Ole Ernst - Per Hansen
- Frits Helmuth - Helge Lorentzen
- Agneta Ekmanner - Marianne Lorentzen
- Peter Ronild - Tysk sprængstofekspert
- Per Årman - Betjent
- Else Petersen - Fru Petersen